# João Carlos (ur. 1982)
João Carlos, właśc. João Carlos Pinto Chaves (ur. 1 stycznia 1982 w Rio de Janeiro) – piłkarz brazylijski grający na pozycji środkowego obrońcy. Od 2018 roku jest zawodnikiem klubu Madureira.

## Kariera klubowa
Swoją karierę piłkarską João Carlos rozpoczął w klubie CR Vasco da Gama. W 2001 roku awansował do kadry pierwszego zespołu. 16 września 2001 zadebiutował w brazylijskiej Série A w przegranym 0:1 domowym meczu z EC Bahia. W barwach Vasco da Gama rozegrał łącznie 13 ligowych meczów.
W 2002 roku João Carlos przeszedł do CSKA Sofia. W sezonie 2002/2003 wywalczył z CSKA tytuł mistrza Bułgarii. Latem 2004 roku wyjechał do Belgii i został zawodnikiem KSC Lokeren. W pierwszej lidze belgijskiej zadebiutował 14 sierpnia 2003 roku w wygranym 1:0 domowym meczu z FC Brussels. W zespole Lokeren występował do zakończenia sezonu 2007/2008.
Latem 2008 roku João Carlos przeszedł do KRC Genk. W Genku zadebiutował 17 sierpnia 2008 w zremisowanym 1:1 domowym meczu z Germinalem Beerschot. W sezonie 2008/2009 zdobył z Genkiem Puchar Belgii, a w sezonie 2009/2010 wywalczył z nim trzeci w historii klubu tytuł mistrza Belgii.
W połowie 2011 roku João Carlos podpisał trzyletni kontrakt z Anży Machaczkała. W rosyjskiej Priemjer-Lidze swój debiut zanotował 27 maja 2011 w wygranym 2:1 wyjazdowym meczu z Lokomotiwem Moskwa. 22 sierpnia 2013 roku podpisał kontrakt ze Spartakiem Moskwa. W 2015 odszedł do Vasco da Gama, a w 2016 przeszedł do KSC Lokeren. Następnie grał w Al-Jazira, a w 2018 przeszedł do klubu Madureira.
| Sezon   | Klub             | Kraj                         | Rozgrywki     | Mecze | Bramki |
| ------- | ---------------- | ---------------------------- | ------------- | ----- | ------ |
| 2001    | CR Vasco da Gama | Brazylia                     | Série A       | 13    | 0      |
| 2002    | CR Vasco da Gama | Brazylia                     | Série A       | 0     | 0      |
| 2002/03 | CSKA Sofia       | Bułgaria                     | A PFG         | 26    | 1      |
| 2003/04 | CSKA Sofia       | Bułgaria                     | A PFG         | 20    | 3      |
| 2004/05 | KSC Lokeren      | Belgia                       | Eerste klasse | 30    | 1      |
| 2005/06 | KSC Lokeren      | Belgia                       | Eerste klasse | 24    | 2      |
| 2006/07 | KSC Lokeren      | Belgia                       | Eerste klasse | 28    | 2      |
| 2007/08 | KSC Lokeren      | Belgia                       | Eerste klasse | 32    | 3      |
| 2008/09 | KRC Genk         | Belgia                       | Eerste klasse | 31    | 7      |
| 2009/10 | KRC Genk         | Belgia                       | Eerste klasse | 20    | 1      |
| 2010/11 | KRC Genk         | Belgia                       | Eerste klasse | 20    | 2      |
| 2011/12 | Anży Machaczkała | Rosja                        | Priemjer-Liga | 26    | 1      |
| 2012/13 | Anży Machaczkała | Rosja                        | Priemjer-Liga | 25    | 2      |
| 2013/14 | Anży Machaczkała | Rosja                        | Priemjer-Liga | 4     | 0      |
| 2013/14 | Spartak Moskwa   | Rosja                        | Priemjer-Liga | 15    | 0      |
| 2014/15 | Spartak Moskwa   | Rosja                        | Priemjer-Liga | 15    | 1      |
| 2015    | CR Vasco da Gama | Brazylia                     | Série A       | 0     | 0      |
| 2015/16 | KSC Lokeren      | Belgia                       | Eerste klasse | 10    | 0      |
| 2016/17 | KSC Lokeren      | Belgia                       | Eerste klasse | 5     | 0      |
| 2016/17 | Al-Jazira Club   | Zjednoczone Emiraty Arabskie | UAE League    | 8     | 0      |
| 2018    | Madureira        | Brazylia                     | Série C       |       |        |